# 雙帶笛鯛
雙帶笛鯛（學名：Lutjanus bitaeniatus）為笛鯛科笛鯛屬的其中一種，分布於東印度洋的印尼蘇門答臘、西伯里斯及澳洲西部Kuri灣海域，棲息深度40-80公尺，體長可達30公分，棲息在珊瑚礁，單獨或小群活動，屬肉食性，可做為食用魚。

## 擴展閱讀
維基物種上的相關：雙帶笛鯛